# 1117
Cette page concerne l'année 1117  du calendrier julien.
L'année 1117 est une année commune qui commence un lundi.

## Événements
- 3 janvier : un tremblement de terre cause de graves dommages à Vérone, à Parme et à d’autres villes de la plaine du Pô[1].

- 11 février : dans une charte, Raimond-Bérenger III de Barcelone porte pour la première fois le titre de comte de Cerdagne et de Besalú, après la mort de Bernat Guillem[2], qui lui a abandonné ses biens par un acte du 8 juin 1111[3].

- 17 mars : début du règne de Vsevolod de Pskov, fils de Mstislav Ier, prince de Novgorod[4] (fin en 1136).

- Mars : Henri V prend Rome. Le pape Pascal II s'enfuit de la ville à l'approche d'Henri V, qui se fait couronner pour la seconde fois le 25 mars par Maurice Bourdin, archevêque de Braga[5].

- Avril - mai : assassinat de l’eunuque Loulou par les soldats de son escorte à Alep[6]. Le pouvoir passe à un autre esclave qui, incapable de s’imposer, demande son aide à Roger d’Antioche. Les Francs assiègent la ville tandis que les militaires continuent à se battre à l’intérieur pour le contrôle de la citadelle. Le cadi Ibn al-Khachab réunit alors les notables, qui décident d’ouvrir les portes de la ville à l’émir turc Ilghazi, gouverneur de Mardin en Mésopotamie[7]. La principauté saljûqide d’Alep disparait au profit des Atabeys.